# Samuel Beckett Bridge
Il Samuel Beckett Bridge  (in irlandese: Droichead Samuel Beckett) è un ponte strallato, che attraversa il fiume Liffey, situato a Dublino in Irlanda. 

## Descrizione
Progettato da Santiago Calatrava, la costruzione è iniziata nel 2007 ed è stato inaugurato il 10 dicembre 2009. Il ponte, lungo 120 metri e alto 48, si caratterizza esteticamente per la forma del pilone centrale con i cavi di sostegno che richiamano quella di un'arpa celtica, simbolo nazionale irlandese.
Il ponte prende il nome dal drammaturgo irlandese Samuel Beckett.